# Euphorbia caput-medusae

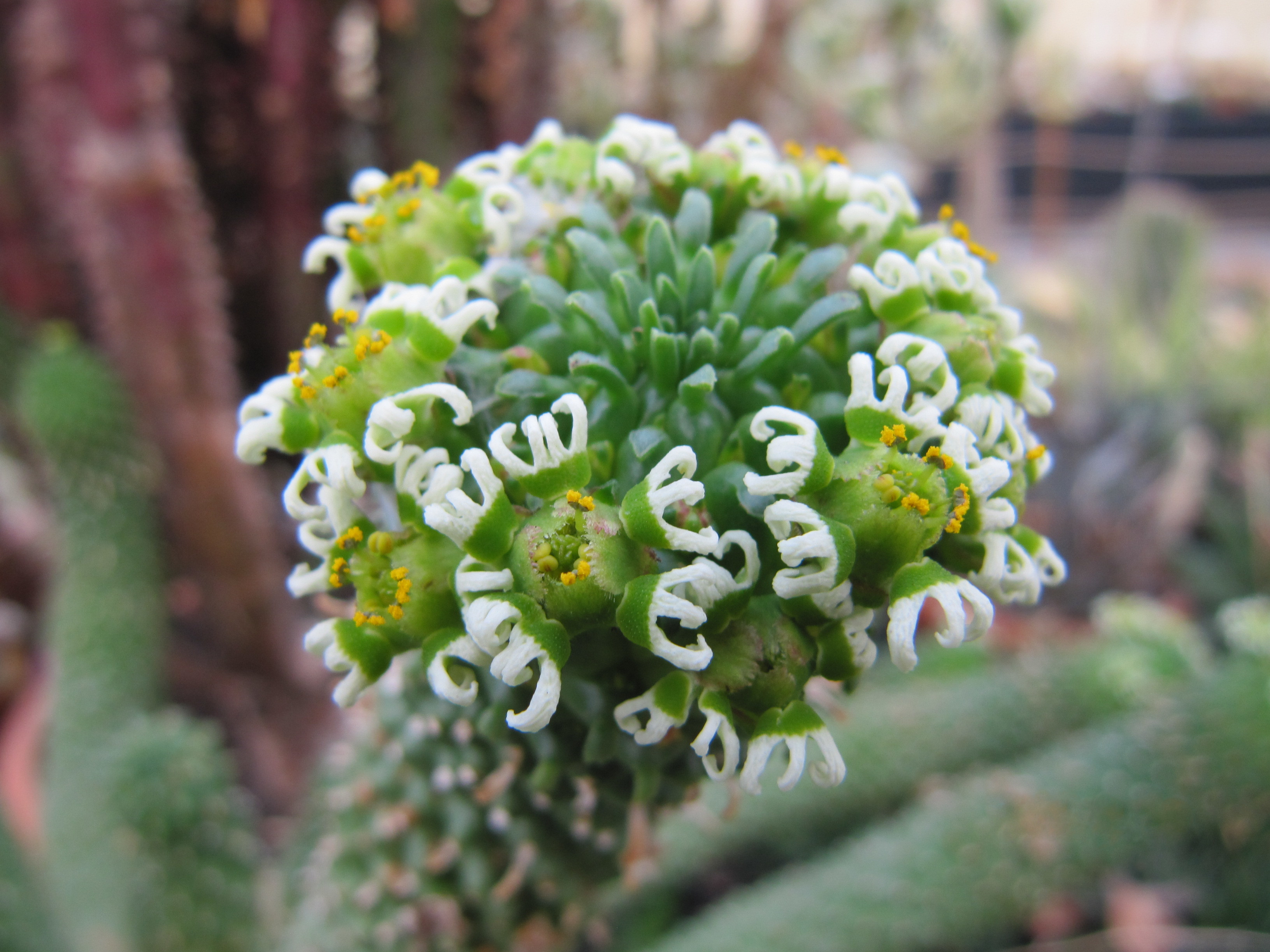
Blütendetail

Euphorbia caput-medusae ist eine Pflanzenart aus der Gattung Wolfsmilch (Euphorbia) in der Familie der Wolfsmilchgewächse (Euphorbiaceae).

## Beschreibung
Die sukkulente Euphorbia caput-medusae bildet kleine Sträucher mit einem Pflanzenkörper von bis zu 20 Zentimeter Durchmesser aus. Die Wurzel geht in die teils unterirdische befindliche Sprossachse über. Die aufrechten bis flach liegenden Zweige sind radial um den Pflanzenkörper angeordnet und strahlen von dort aus. Dabei ist der eigentlich Pflanzenkörper etwas verdeckt und die Pflanze bildet ein bis 70 Zentimeter Durchmesser großes Polster. Die Zweige werden 5 bis 37 Zentimeter lang und bis 2,5 Zentimeter dick. Sie sind mit hervortretenden Warzen in kleine Segmente gegliedert. Diese Warzen sind schief verlängert und werden bis 8 Millimeter lang und 5 Millimeter breit. Die linealischen Blätter werden bis 5 Millimeter lang und sind kurzlebig.
Es werden einzelne Cyathien an den Triebspitzen ausgebildet, die an 1 bis 10 Millimeter langen Stielen stehen. An den Stielen entwickeln sich fünf bis sieben langlebige und hart werdende Tragblätter. Die Cyathien erreichen einen Durchmesser von etwa 12 Millimeter. Die grünen Nektardrüsen werden 4 Millimeter lang und 6 Millimeter breit. An den Rändern werden drei bis sechs weiße, linealische, ganzrandige oder gezähnte Anhängsel gebildet. Der stumpf gelappte Fruchtknoten ist sitzend. Über die Früchte und den Samen ist nichts bekannt.

## Verbreitung und Systematik
Euphorbia caput-medusae ist in der südafrikanischen Provinz Westkap verbreitet.
Die Erstbeschreibung der Art erfolgte 1753 durch Carl von Linné. Synonyme zu dieser Art sind Euphorbia fructus-pini Miller (1768), Medusae fructus-pini (Miller) Haw. (1812), Euphorbia caput-medusae var. geminata Aiton (1789), Euphorbia fructus-pini var. geminata (Aiton) Sweet (1827), Euphorbia caput-medusae var. major Aiton (1789), Medusae major (Aiton) Haw. (1812), Euphorbia caput-medusae var. minor Aiton (1789), Euphorbia medusae Thunberg (1800), Medusae tessellata Haw. (1812) und Euphorbia commelinii DC. (1813).